# 131763 Donátbánki
A 131763 Donatbanki (2002 AJ11) kisbolygó a kisbolygóövben kering. 2002. január 11-én fedezte föl Sárneczky Krisztián és Heiner Zsuzsanna a Piszkéstetői Csillagvizsgálóban. A kisbolygó a nevét Bánki Donát világhírű magyar gépészmérnök-feltalálóról, műegyetemi tanárról kapta.

## Külső hivatkozások
- A 131763 Donatbanki kisbolygó a JPL Small-Body adatbázisában